# Jonathan London
Jonathan London (sinh năm 1969) là một giáo sư người Mỹ đang dạy học môn xã hội học chính trị và sự phát triển học tại đại học thành thị Hong Kong (City University of Hong Kong). Ông được nhiều người Việt biết tới vì những bài viết về Việt Nam bằng tiếng Việt trên blog Xin lỗi ông của ông ta. Ở nước ngoài, ông được xem là một chuyên gia về các vấn đề Việt Nam (Vietnam-Expert).

## Tiểu sử
London sinh ra tháng 7 năm 1969 và đã lớn lên ở Cambridge, Boston, là một nhà xã hội học, nhà kinh tế chính trị học. Ông đã lớn lên ở một công đồng đa dạng gần Central Square, Cambridge. Bố và mẹ ruột, và bố dượng có tham gia vào những tranh đấu vì quyền dân sự và chống chiến tranh của Mỹ tại Việt Nam; Cả hai ông nội và ông ngoại sinh ra ở Mỹ, và riêng ông nội có tham gia vào chiến tranh thế giới II; Gia đình của ông đã nhập cư sang Mỹ đầu thế kỳ 21; cụ nội sinh ra ở Litva và sang Mỹ 1908, và cụ ngoại ở Odessa, Ukraina. Ông sống ở Việt Nam từ 1997 cho tới 2001. Sau này vẫn hay ghé sang Việt Nam. London là một người Mỹ gốc Do Thái nhưng không theo đạo.

### Học vấn
London có bằng thạc sĩ 1996 và tiến sĩ 2004 về ngành xã hội học tại đại học Wisconsin-Madison. và đã học bằng cao học từ Đại học Oslo 1991 về nghiên cứu hòa bình. Ông lần đầu tiên tới Việt Nam vào tháng giêng 1990, và theo lời ông kể đã được bắt tay với đại tướng Võ Nguyên Giáp, mặc dù không biết đó là ai cả. Tuy nhiên ông chỉ bắt đầu nghiên cứu về Việt Nam từ năm 1992, chuyên về các vấn đề từ năm 1975 tới nay.

### Sự nghiệp
Sau khi tốt nghiệp tiến sĩ London dạy tại đại học Singapore, rồi từ năm 2008 chuyển sang dạy tại Hong Kong.

## Nhận xét và tư tưởng
- Về khủng hoảng Krym 2014:

| “ | Là một người khá thông cảm với chính trị cánh tả, tôi đặc biệt hổ thẹn khi những người "đòi công lý" lại ủng hộ những kẻ mà chẳng tôn trọng dân chủ và nhân quyền một chút nào. Trong thời gian tới, tôi sẽ cố gắng hiểu rõ hơn về tình hình ơ Ukraine và ủng hộ những Anh Chị Em Ukraine mà đang đấu tranh cho một tương lai dân chủ, công bằng, và phi cả phát xít lẫn đế quốc. Đó là kiểu chính trị cánh tả duy nhất tôi có thể ủng hộ được. | ” |

- Về chính sách ngoại giao của Việt Nam trong thời điểm xảy ra Vụ giàn khoan HD-981:

| “ | "Việt Nam hiện theo chính sách nhiều bạn, nhưng lại chưa có bạn thân, bạn thân là Trung Quốc thì như thế là không được rồi. Bạn Nga thì để mua vũ khí, bạn Mỹ để tiếp cận thị trường, bạn Asean thì nói nhiều, làm ít." | ” |

- Về hòa giải và hòa hợp dân tộc Việt Nam:

| “ | "Thực sự tôi nghĩ gì về hòa giải ở Việt Nam? Tôi nghĩ rằng muốn hòa giải thì phải có dân chủ, dù dân chủ đó phải do chính người dân tạo ra. Tôi nghĩ rằng xã hội dân sự đang phát triển ở Việt Nam là lực lượng cần thiết để đạt được một quá trình hòa giải thực sự. Vì muốn hòa giải thì sẽ phải có sự tham gia của mọi người ở đủ các bên. Và tất nhiên, nếu muốn hòa giải thì nhân quyền sẽ phải được bảo vệ và thúc đẩy từ mọi phía. Đó chỉ là những ý kiến cá nhân của tôi.Sau cùng, để có một quá trình hòa giải và hòa hợp người dân Việt Nam sẽ cần phải có những hành động cụ thể." | ” |

- Nói về vấn đề pháp quyền ở Việt Nam khi trình bày quan điểm về các vụ án liên quan đến Tập đoàn Dầu khí Việt Nam:

| “ | "Ai mà nghĩ là Việt Nam có pháp quyền thì chẳng biết gì về pháp quyền. Pháp quyền thì bộ máy tư pháp hoàn toàn tự chủ, chắc chắn Việt Nam chưa có cái đó." | ” |

## Một số bài viết
- Blogger VN thách thức chế độ độc đảng BBC, 21.08.2013
- Phỏng vấn: Sự Phát triển Kinh Tế ở TQ và VN 26.03.2014
- Ukraine và cánh tả ở phương Tây 26.03.2014